# Gates Lake
Gates Lake är en sjö i Kanada.   Den ligger i provinsen British Columbia, i den sydvästra delen av landet, 3 500 km väster om huvudstaden Ottawa. Gates Lake ligger 483 meter över havet. Arean är 0,65 kvadratkilometer.Den sträcker sig 0,9 kilometer i nord-sydlig riktning, och 1,7 kilometer i öst-västlig riktning.
I omgivningarna runt Gates Lake växer i huvudsak barrskog. Trakten runt Gates Lake är nära nog obefolkad, med mindre än två invånare per kvadratkilometer.